# フアン・ミゲル・カジェホン・ブエーノ
フアンミ・カジェホン（Juanmi Callejón）ことフアン・ミゲル・カジェホン・ブエノ（Juan Miguel Callejón Bueno, 1987年2月11日 - ）はスペイン出身のサッカー選手。ポジションはミッドフィールダー。マルベジャFC所属。
ACFフィオレンティーナ所属のホセ・カジェホンは双子の兄弟である。

## 経歴
レアル・マドリードのカンテラ出身。2007年3月にレアル・マドリード・カスティージャでデビュー。2006-07シーズンは補欠で、セグンダ・ディビシオンB降格を経験した。2007-08シーズンには33試合に出場、9得点を記録した。
シーズン終了後、2008年8月11日に、4年契約でRCDマジョルカへ移籍（移籍金の金額は非公開）。保有権の75パーセントをマジョルカが保有。2008年9月25日、対CDヌマンシア戦でプリメーラデビューを果たしたが、2008-09シーズン中の試合出場は、この試合のみに留まった。2009-10シーズンはアルバセテへレンタル移籍。以降国内リーガ・アデランテの各チームを転々とする中で大きな活躍機会に恵まれなかったが、2013年にギリシャ・スーパーリーグのレヴァディアコスFCに移籍、同年夏の移籍市場でボリビアリーグのクラブ・ボリバルにフリーで再移籍。ボリバルへの移籍以降、自身最多のリーグ39試合出場10得点、コパ・リベルタドーレスでも10試合出場4得点を挙げるなどチームの要として目覚ましい活躍をした。なお、クラブ・ボリバルの公式サイトにおいては"Delantero"(フォワード)として紹介された。

## 所属クラブ
- 2007-2008  レアル・マドリード・カスティージャ（2ªB）
- 2008-2010  RCDマジョルカ（1ª）

2009-2010  アルバセテ・バロンピエ（2ª）
- 2010-2011  コルドバCF（2ª）
- 2011-2013  エルクレスCF（2ª）
- 2013  レヴァディアコスFC
- 2013-2017  クラブ・ボリバル
- 2017-2018  アル・イテファク
- 2018-2019  クラブ・ボリバル
- 2020-  マルベジャFC